# 中铁开发投资有限公司
中铁开发投资集团有限公司，注册地位于昆明，隶属于中国铁路工程集团的上市公司中国中铁。业务性质为项目建设与资产管理。2017年，公司总资产76.51亿元，净资产17.60亿元，净利润2.58亿元。